# Chris Riddell

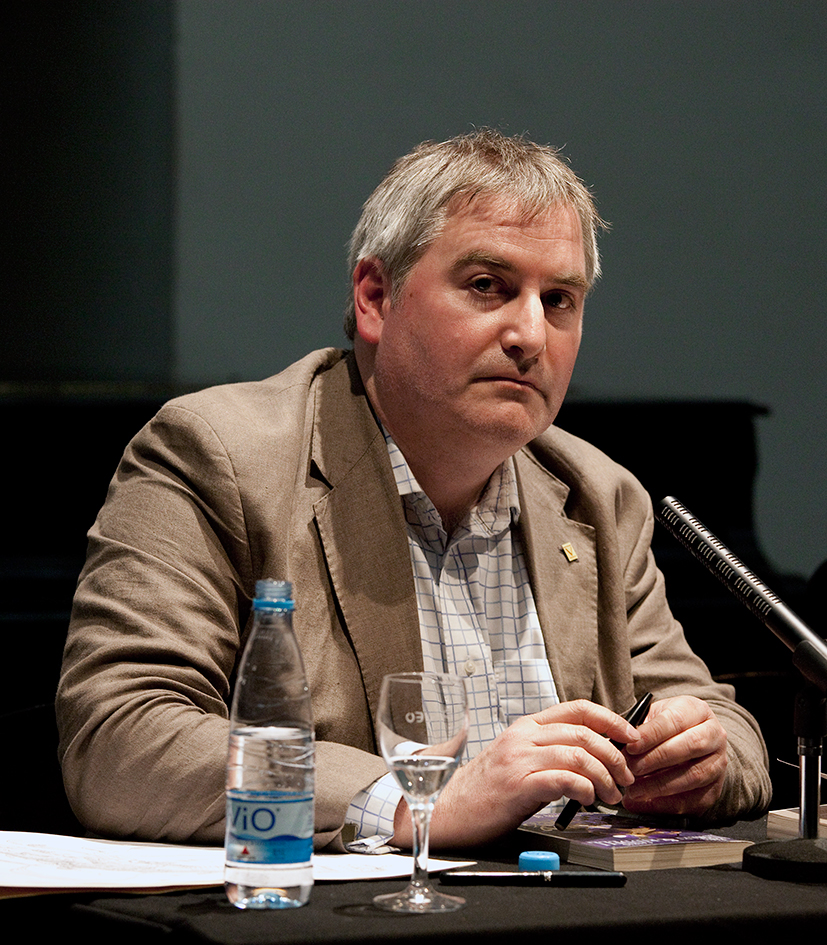
Chris Riddell auf der lit.cologne in Köln am 13. März 2009

Christopher Barry Riddell OBE (* 13. April 1962 in Südafrika) ist ein britischer Zeichner und Buch-Illustrator. Nach einem Studium der Illustration im englischen Brighton, in dem er noch heute lebt, bebilderte er zahlreiche literarische Werke, darunter auch mehrere Bücher von Terry Pratchett, mit seinen charakterisierenden Zeichnungen. Nebenbei arbeitet er alternierend mit Kollegen als politischer Karikaturist für die renommierte britische Tageszeitung The Guardian.
Seit 2001 arbeitet Riddell mit dem Schriftsteller Paul Stewart an mehreren Werken, darunter die Klippenland-Chroniken und die Helden von Muddelerde.
Zum Jahreswechsel am 31. Dezember 2018 wurde er von der britischen Königin mit der Auszeichnung als Officer des Order of the British Empire geehrt.

## Werke (Auswahl)

### Die Klippenland-Chroniken
Hauptartikel: Klippenland-Chroniken
- Band 1: Twig im Dunkelwald. Verlag Sauerländer (Düsseldorf, 2001) – ISBN 978-3-7941-4744-1
- Band 2: Twig bei den Himmelspiraten. Verlag Sauerländer (Düsseldorf, 2001) – ISBN 978-3-7941-4745-8
- Band 3: Twig im Auge des Sturms. Verlag Sauerländer (Düsseldorf, 2002) – ISBN 978-3-7941-4746-5
- Band 4: Twig-Fluch über Sanktaphrax. Verlag Sauerländer (Düsseldorf, 2003) – ISBN 978-3-7941-6003-7
- Band 5: Rook und Twig, der letzte Himmelspirat. Verlag Sauerländer (Düsseldorf, 2004) – ISBN 978-3-7941-6022-8
- Band 6: Rook und der schwarze Mahlstrom. Verlag Sauerländer (Düsseldorf, 2005) – ISBN 978-3-7941-6039-6
- Band 7: Rook in den Freien Tälern. Verlag Sauerländer (Düsseldorf, 2006) – ISBN 978-3-7941-6064-8
- Band 8: Quint und die Eisritter. Verlag Sauerländer (Düsseldorf, 2006) – ISBN 978-3-7941-6079-2
- Band 9: Quint und der Kampf der Himmelsgaleonen. Verlag Sauerländer (Düsseldorf, 2007) – ISBN 978-3-7941-6092-1
- Band 9 1/2: Die verschwundenen Schriftrollen. Verlag Sauerländer (Düsseldorf, 2009) – ISBN 978-3-7941-8080-6
- Band 10: Das Buch der unsterblichen Helden. Verlag Sauerländer (Düsseldorf, 2010) – ISBN 978-3-7941-8098-1

### Aberwitzige Abenteuer
- Fergus Crane auf der Feuerinsel. Verlag Sauerländer (Düsseldorf, 2006) – ISBN 3-7941-6057-6
- Lucy Sky auf hoher See. Verlag Sauerländer (Düsseldorf, 2007) – ISBN 3-7941-6058-4
- Hugo Pepper und der fliegende Schlitten. Verlag Sauerländer (Düsseldorf, 2007) – ISBN 978-3-7941-6059-4

### Ottoline
Dies ist die erste Reihe, die Chris Riddell sowohl geschrieben als auch illustriert hat.
- Ottoline und die gelbe Katze. Verlag Sauerländer (2008) – ISBN 3-7941-6123-8
- Ottoline und das Schulgespenst. Verlag Sauerländer (2009) – ISBN 3-7941-6151-3

### Barnaby Grimes
- Barnaby Grimes – Der Fluch des Werwolfs. Verlag Sauerländer (2008) – ISBN 3-7941-8077-1
- Barnaby Grimes – Die Rückkehr des Smaragdschädels. Verlag Sauerländer (2009) ISBN 3-7941-8078-X
- Barnaby Grimes – Die Legion der Toten. Verlag Sauerländer (2010)
- Barnaby Grimes – Die Rache des Phantoms. Verlag Sauerländer (2011)

### Bilderbücher
- Irgendwie Anders. Verlag Oetinger (Düsseldorf, 1994) – ISBN 3-7891-6352-X
- Wirst du mich vermissen? Baumhaus Medien (2000) – ISBN 3-8315-0167-X
- Ein Geschenk für dich. Baumhaus Medien (2001) – ISBN 3-8315-0168-8
- Ein Wunsch für Hase. Baumhaus Medien (2001) – ISBN 3-909484-72-7
- Kannst du dich erinnern? Baumhaus Medien (2002) – ISBN 3-8315-0315-X
- Der Prinz von Anderswo. Verlag Sauerländer (Düsseldorf, 2007) – ISBN 978-3-7941-5168-4
- Wendelins Werkstatt. Verlag Sauerländer (2008) – ISBN 3-7941-5194-1
- Der Fluch der Spindel. Knesebeck Verlag (2015) – ISBN 978-3-86873-872-8

## Auszeichnungen
- Kate Greenaway Medal, 2001, 2004 und 2016
- Nestlé Smarties Book Prize, 2002, 2004, 2005, 2006 und 2007

Im März 2006 fand sich Gullivers Reisen auf der Liste der besten 7.

## Belege
1. ↑  Queen honours men and women from Brighton and Hove (engl.), brightonandhovenews.org vom 30. Dezember 2018, abgerufen am 12. Januar 2020.

| Personendaten    | Personendaten                                   |
| ---------------- | ----------------------------------------------- |
| NAME             | Riddell, Chris                                  |
| ALTERNATIVNAMEN  | Riddell, Christopher Barry (vollständiger Name) |
| KURZBESCHREIBUNG | britischer Zeichner und Buch-Illustrator        |
| GEBURTSDATUM     | 13. April 1962                                  |
| GEBURTSORT       | Südafrika                                       |